# Joaquim Barros Soares
Joaquim Barros Soares (* 5. September 1960), Kampfname Rio de Janeiro, ist ein Politiker aus Osttimor. Er ist Mitglied der FRETILIN. Während der indonesischen Besatzungszeit war Soares in der Unabhängigkeitsbewegung aktiv.
Bei den Wahlen zur Verfassunggebenden Versammlung am 30. August 2001 gewann Soares das Direktmandat des Distrikts Liquiçá mit 78,43 % der Stimmen.
Mit der Unabhängigkeit Osttimors am 20. Mai 2002 wurde die Versammlung zum Nationalparlament und Soares Abgeordneter. Hier war er Mitglied der Kommission E (Kommission für Eliminierung von Armut, ländliche und regionale Entwicklung und Gleichstellung der Geschlechter). Nach den Neuwahlen im Juni 2007 schied Soares aus dem Parlament aus.
2019 war Soares Koordinator der FRETILIN für das Verwaltungsamt Liquiçá.

## Auszeichnungen
- 2008 erhielt Soares den Ordem Nicolau Lobato.[1]